# Зважування

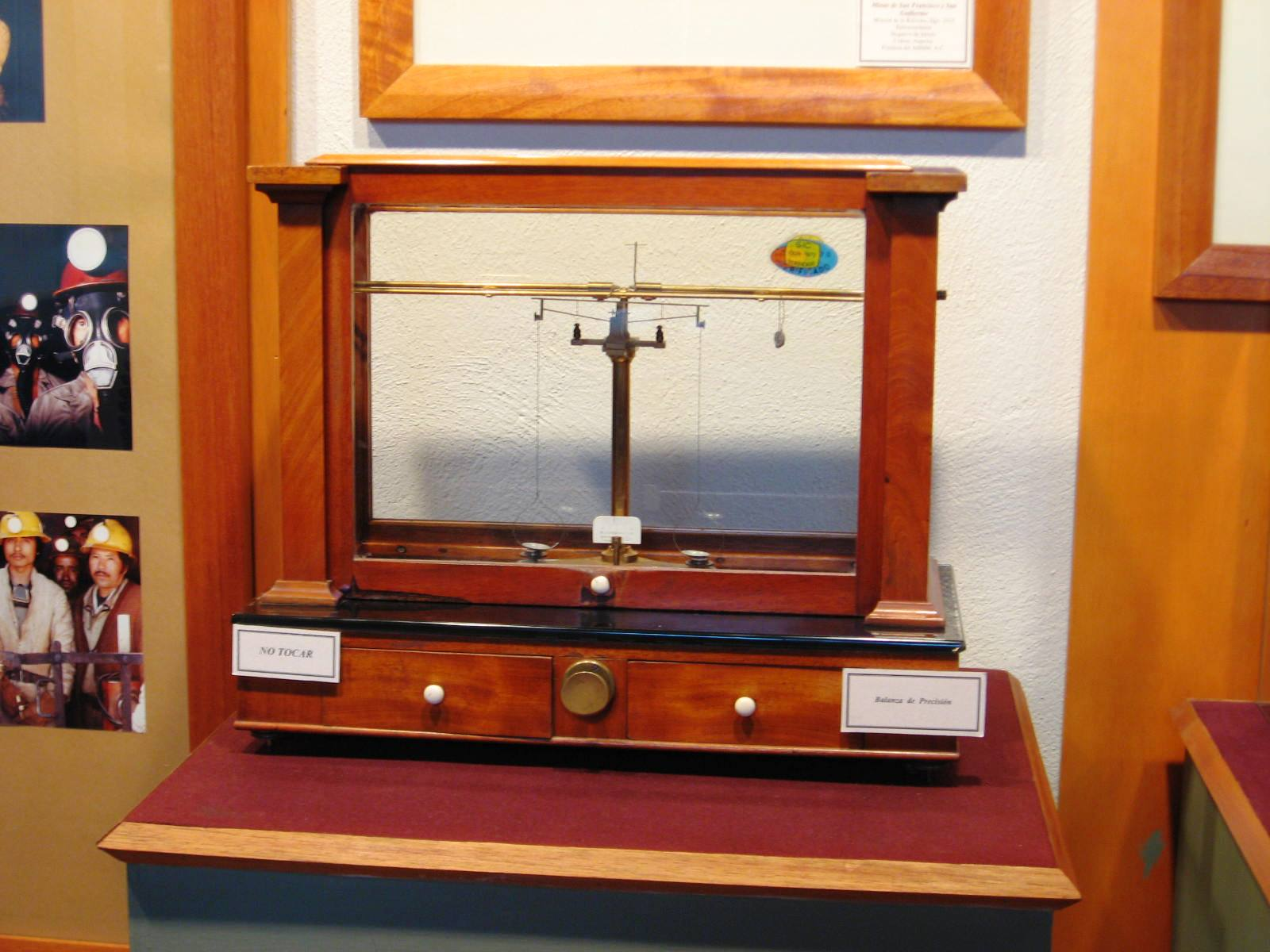
Аналітичні ваги

Зва́жування (рос. взвешивание, англ. weighing, нім. Wiegen n) — процес визначення за допомогою пристроїв зважування маси речовини, наприклад, видобутих гірських порід (корисної копалини), проби перед і в процесі її дослідження тощо.